# Sandy Bay 5
Sandy Bay 5 är ett reservat i Kanada.   Det ligger i provinsen Manitoba, i den sydöstra delen av landet, 1 800 km väster om huvudstaden Ottawa.
Trakten runt Sandy Bay 5 består till största delen av jordbruksmark. Runt Sandy Bay 5 är det ganska glesbefolkat, med 40 invånare per kvadratkilometer.